# علی بن محمد سمرقندی
علاءالدین علی بن محمد سمرقندی معروف به ملا علی قوشچی فیزیک‌دان، ریاضیدان، منجم، زبان‌شناس و متکلم ازبکی (۸۰۵–۸۷۸ قمری) (۷۸۲ خورشیدی – ۸۵۳ خورشیدی) از مشاهیر علمای عامه و کلام و ریاضیات. او از فقهای حنفی و از عالمان بزرگ اهل سنّت در علم کلام بود.

## پیرامون نام
نام اصلی او «علاءالدین علی بن محمد سمرقندی» است. او را «ملا علی قوشچی» یا گاه «فاضل قوشچی» نیز گفته‌اند. واژه‌های «قوش» و «چی» هر دو واژه‌هایی ترکی هستند و «قوشچی» به معنای نگاهدار قوش (باز) می‌باشد. به دلیل اینکه پدر او (محمد سمرقندی) در دربار شاهزاده الغ بیگ تیموری قوشچی بوده، به «ملا علی قوشچی» نیز معروف گشته‌است.

## زندگی
پدرش مردی به نام «محمد سمرقندی» بود که منصب قوشچی را در دربار شاهزاده الغ بیگ تیموری برعهده داشت و به «قوشچی الغ بیگ» معروف بود.
علی قوشچی در سمرقند اغلب علوم متداوله را فراگرفت و هیئت و ریاضیات را از قاضی زادهٔ رومی و الغ‌بیگ (شاهزاده تیموری پسر سلطان شاهرخ) سلطان ماوراءالنهر که نسبت به فنون ریاضی میلی فراوان داشت آموخت. او برای تکمیل معلومات خود به کرمان نیز رفت و پس از بازگشت «رساله حل اشکال القمر» را به شاهزاده الغ بیگ تقدیم کرد.
لغتنامهٔ دهخدا در سرواژهٔ «علاءالدین قوشچی» چنین آورده است:

... از کثرت تقربی که در نزد آن سلطان داشت به خطاب فرزندی مخاطب بود و او را به تکمیل رصدخانه‌ای که در سمرقند تأسیس کرد گماشت؛ و قوشچی این وظیفه را انجام داد و زیج الغ‌بیگی را که به زیج جدید معروف است بپایان رسانید؛ و پس از مرگ سلطان عازم حج شد و در تبریز مورد توجه اوزون حسن (۸۷۳–۸۸۲ هَ. ق) از حکمرانان آق قویونلی قرار گرفت و از جانب وی برای عقد مصالحه بین او و سلطان محمدخان ثانی عثمانی (۸۵۵–۸۸۶ هَ. ق). به استانبول رفت، و پس از انجام این کار به آذربایجان رفت و مجدداً به استانبول بازگشت…
پس از دعوت سلطان محمد فاتح و بازگشت مجدد از آذربایجان به استانبول، در مدرسه ایاصوفیا به تدریس و تألیف کتبی چون «رسالهٔ محمدیه» در علم حساب (که به نام سلطان محمد خان بود) پرداخت و در همان‌جا در ۲۵ آذر ۸۵۳ خورشیدی (برابر با ۲۷ رجب ۸۷۹ قمری، برابر با ۱۶ دسامبر ۱۴۷۴ میلادی) درگذشت و در جوار قبر ابو ایوب انصاری خاکسپاری شد.

## نظریه دربارهٔ معرفت و وجود ذهنی
فاضل قوشچی یکی از مخالفان نظریه اتحاد عاقل و معقول در ذهن است و مسئله معرفت را به صورت دیگری تبیین می‌کند. مرتضی مطهری در شرح منظومه سبزواری می‌گوید «فاضل قوشچی مدعی است که در ذهن دو چیز وجود پیدا می‌کند، یکی از آن دو در نفس حلول می‌کند یعنی نفس به منزله ظرف او و او مظروف نفس است و آن «معلوم» است. از پیدایش معلوم در ظرف نفس انعکاسی بر صفحه نفس پیدا می‌شود، آن انعکاس، «علم» است. مثل نفس از این جهت مثل یک کره بلورین است که در وسط آن جسم ملونی را نهاده باشند. آن بلور ظرف و محل آن جسم ملون است، ولی انعکاسی که از آن جسم ملون بر دیوارهای بلور می‌افتد قائم به بلور است.»

## آثار و تالیفات
از تألیفات او می‌توان به موارد زیر اشاره کرد:
۱- حاشیهٔ شرح کشاف تفتازانی.
۲- شرح تجرید خواجه.
۳- العنقود الزاهر فی نظم الجواهر، در علم صرف.
۴- محبوب الحمائل فی کشف المسائل.
۵- هیئت فارسی، این کتاب فارسی که بارها با خلاصة الحساب شیخ بهائی در یک جا چاپ شده و از کتب درسی علم هیئت (ستاره‌شناسی) بوده‌است. شرحی براین رساله توسط شیخ مصلح الدین لاری (متوفی ۹۷۹ه. ق) نگاشته شده‌است.
۶- رساله حل اشکال القمر، که به علم هیئت (ستاره‌شناسی) می‌پردازد و پس از بازگشت از کرمان به شاهزاده الغ بیگ تقدیم شده‌است.
۷-رساله در حساب و هندسه، این رساله که به زبان فارسی می‌باشد در کتابخانه مرکزی دانشگاه تهران نگهداری می‌شود.
۸- رساله در هندسه، احتمالاً به زبان فارسی.
۹-رساله فتحیه، به عربی که به سلطان محمد دوم عثمانی (سلطان محمد فاتح) تقدیم شده و نسخهٔ آن به همراه شرحی که میرم چلبی (نواده ملاعلی قوشچی) بر آن نگاشته در پاریس موجود است.
۱۰- رساله محمدیه در حساب، که به عربی می‌باشد و چند نسخهٔ خطی از آن باقیست به نام سلطان محمد فاتح عثمانی است که شامل دو فن می‌باشد:
- - فن نخست در پنج مقاله: حساب منجمان، حساب اهل هند، استخراج مجهولات به طریق خطاین، جبر و مقابله، قواعد گوناگون در حساب.
  - فن دوم در سه مقاله: مساخت خطوط و سطوح مستوی، مساحت سطوح مستدیر، مساحت اجسام.

۱۱- شرح زیج الغ بیگ، که به فارسی است و چند نسخهٔ خطی از آن موجود است که یکی از آن‌ها نسخه شماره ۶۳۷۵ مجلس شورای اسلامی می‌باشد.
۱۲- میزان الحساب، که به فارسی بوده و در سه مقاله می‌باشد (حساب هندی در یک مقدمه و دو باب، حساب تنجیم دریک مقدمه و شش باب، مساحت دریک مقدمه و سه باب) کتاب میزان الحساب دو بار با عنوان میزان الحساب در تهران به چاپ سنگی رسید و نسخه‌هایی خطی از آن را در «کتابخانهٔ مرکزی دانشگاه تهران»، «کتابخانهٔ آستان قدس رضوی»، «کتابخانهٔ مجلس» و «کتابخانهٔ خانقاه نعمت‌اللهی» نگهداری می‌کنند.
۱۳- جواهر و اعراض شرح تجرید الکلام، که در ۲۰۳ برگ می‌باشد و چندین نسخهٔ خطی از آن در کتابخانهٔ ملی ایران نگهداری می‌شود. این کتاب شرحی است که قوشچی بر مقصد دوم (جواهر و اعراض) از کتاب تجرید العقاید خواجه نصیر طوسی (۶۷۲) نگاشته. شرح مذکور بسیار مورد توجه بوده و حواشی و تعلیقات بسیاری بر آن نوشته‌اند. از جمله سه حاشیه محقق جلال‌الدین محمد دوانی به نام طبقات جلالیه و دو حاشیه صدر الحکماآ بنام طبقات صدریه.
۱۴- شرح تجریدالعقاید، که از مهم‌ترین شرح‌های کتاب «تجریدالکلام» می‌باشد. او در شرح خود برکتاب تجرید در مقام دفاع از اعتقادات اهل سنّت برآمده و خواسته است همه استدلال‌های خواجه نصیر الدین طوسی را در مسئله امامت پاسخ دهد.
وی علاوه بر کتبی که از او ذکر شده‌است مترجم برهان الکفایهٔ علی بکری نیز می‌باشد.